# ماکی‌یاکی نابه

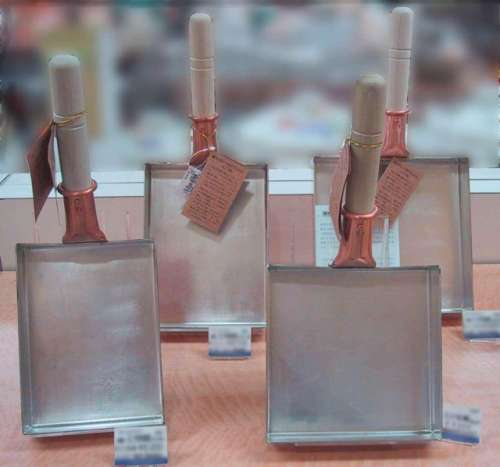
ماکی‌یاکی نابه

ماکی‌یاکی نابه (به ژاپنی: 玉子焼き鍋 Makiyakinabe) یکی از ابزارهایی است که در آشپزی ژاپنی بکار می‌رود. از این ماهیتابه برای شکل دادن و تهیهٔ تاماگویاکی (رول تخم مرغ) و داشی‌ماکی تاماگو بکار می‌رود.